# Bergholtz
 Bergholtz là một xã thuộc tỉnh Haut-Rhin trong vùng Grand Est, đồng bắc Pháp. Xã này có diện tích 4,24 km², dân số năm 1999 là 1069 người. Khu vực này có độ cao trung bình 240 mét trên mực nước biển.